# Заячицівська сільська рада
Заячицівська сільська рада — адміністративно-територіальна одиниця та орган місцевого самоврядування у Локачинському районі Волинської області з адміністративним центром у с. Заячиці.

## Населені пункти
Сільській раді підпорядковані населені пункти:
- с. Заячиці
- с. Кремеш

## Населення
Згідно з переписом УРСР 1989 року чисельність наявного населення сільської ради становила 805 осіб, з яких 384 чоловіки та 421 жінка.
За переписом населення України 2001 року в сільській раді мешкало 817 осіб. 100 % населення вказало своєю рідною мовою українську мову.

## Склад ради
Рада складається з 16 депутатів та голови.

## Керівний склад сільської ради
| ПІБ                         | Основні відомості                                                                             | Дата обрання | Дата звільнення |
| --------------------------- | --------------------------------------------------------------------------------------------- | ------------ | --------------- |
| Гринюк Олександр Васильович | Сільський голова, 1961 року народження, освіта, член Всеукраїнського об'єднання «Батьківщина» | 26.03.2006   | 31.10.2010      |
| Багнюк Микола Петрович      | Сільський голова, 1976 року народження, освіта вища, безпартійний                             | 31.10.2010   |                 |

Примітка: таблиця складена за даними джерела